# Collegio elettorale di Comacchio (Regno di Sardegna)
Il collegio elettorale di Comacchio è stato un collegio elettorale uninominale del Regno di Sardegna, uno dei sette collegi della provincia di Ferrara.
È stato istituito, assieme agli altri collegi elettorali dell'Emilia, con decreto del Governatore per le provincie dell'Emilia, Luigi Carlo Farini, il 20 gennaio 1860
Era composto dal territorio dei mandamenti di Comacchio e Codigoro, come da tabella allegata al decreto citato.
Con la proclamazione del Regno d'Italia i territori sono confluiti nell'omonimo collegio del nuovo regno.

## Dati elettorali
Nel collegio si svolsero votazioni solo per la settima legislatura.

### VII legislatura
Le votazioni si svolsero in 387 collegi uninominali a doppio turno. Come previsto dalla legge elettorale del 20 novembre 1859, era eletto al primo turno il candidato che «riunisce in suo favore più del terzo dei voti del total numero dei membri componenti il collegio e più della metà dei suffragi dati dai votanti presenti all'adunanza» (art. 91). Se nessun candidato era eletto, al ballottaggio tra i due candidati con più voti era eletto chi otteneva il maggior numero di voti (art. 92) o, in caso di ugual numero di voti, il maggiore d'età (art. 93).
| Partito                            | Partito                            | Candidato                          | Risultati 25 marzo 1860 | Risultati 25 marzo 1860 |
| Partito                            | Partito                            | Candidato                          | Voti                    | %                       |
| ---------------------------------- | ---------------------------------- | ---------------------------------- | ----------------------- | ----------------------- |
|                                    | —                                  | Giovanni Ducati                    | 66                      | 75,00                   |
|                                    | —                                  | Gherardo Prosperi                  | 22                      | 25,00                   |
|                                    |                                    |                                    |                         |                         |
| Iscritti                           | Iscritti                           | Iscritti                           | 199                     | 100,00                  |
| ↳ Votanti (% su iscritti)          | ↳ Votanti (% su iscritti)          | ↳ Votanti (% su iscritti)          | 96                      | 48,24                   |
| ↳ Voti validi (% su votanti)       | ↳ Voti validi (% su votanti)       | ↳ Voti validi (% su votanti)       | 88                      | 91,67                   |
| ↳ Schede non valide (% su votanti) | ↳ Schede non valide (% su votanti) | ↳ Schede non valide (% su votanti) | 8                       | 8,33                    |
| ↳ Astenuti (% su iscritti)         | ↳ Astenuti (% su iscritti)         | ↳ Astenuti (% su iscritti)         | 103                     | 51,76                   |

"Non vi fu proclamazione nè fu indetto il ballottaggio come si doveva. I due comuni di Massafiscaglia e Migliaro non procedettero ad alcuna operazione. Nella seduta del 6 aprile 1860 la Camera annullò le operazioni seguite".
| Partito                            | Partito                            | Candidato                          | Primo turno 6 maggio 1860 | Primo turno 6 maggio 1860 | Ballottaggio 10 maggio 1860 | Ballottaggio 10 maggio 1860 |
| Partito                            | Partito                            | Candidato                          | Voti                      | %                         | Voti                        | %                           |
| ---------------------------------- | ---------------------------------- | ---------------------------------- | ------------------------- | ------------------------- | --------------------------- | --------------------------- |
|                                    | —                                  | Gherardo Prosperi                  | 49                        | 47,12                     | 53                          | 51,96                       |
|                                    | —                                  | Giovanni Ducati                    | 55                        | 52,88                     | 49                          | 48,04                       |
|                                    |                                    |                                    |                           |                           |                             |                             |
| Iscritti                           | Iscritti                           | Iscritti                           | 423                       | 100,00                    | 423                         | 100,00                      |
| ↳ Votanti (% su iscritti)          | ↳ Votanti (% su iscritti)          | ↳ Votanti (% su iscritti)          | 104                       | 24,59                     | 102                         | 24,11                       |
| ↳ Voti validi (% su votanti)       | ↳ Voti validi (% su votanti)       | ↳ Voti validi (% su votanti)       | 104                       | 100,00                    | 102                         | 100,00                      |
| ↳ Schede non valide (% su votanti) | ↳ Schede non valide (% su votanti) | ↳ Schede non valide (% su votanti) | 0                         | 0,00                      | 0                           | 0,00                        |
| ↳ Astenuti (% su iscritti)         | ↳ Astenuti (% su iscritti)         | ↳ Astenuti (% su iscritti)         | 319                       | 75,41                     | 321                         | 75,89                       |

Il 28 maggio 1860 furono le estrazioni e l'onorevole Prosperi rimase deputato del I collegio di Ferrara.
| Partito                            | Partito                            | Candidato                          | Primo turno 1º luglio 1860 | Primo turno 1º luglio 1860 | Ballottaggio 5 luglio 1860 | Ballottaggio 5 luglio 1860 |
| Partito                            | Partito                            | Candidato                          | Voti                       | %                          | Voti                       | %                          |
| ---------------------------------- | ---------------------------------- | ---------------------------------- | -------------------------- | -------------------------- | -------------------------- | -------------------------- |
|                                    | —                                  | Pietro Conti                       | 26                         | 30,59                      | 68                         | 50,37                      |
|                                    | —                                  | Giovanni Ducati                    | 59                         | 69,41                      | 67                         | 49,63                      |
|                                    |                                    |                                    |                            |                            |                            |                            |
| Iscritti                           | Iscritti                           | Iscritti                           | 360                        | 100,00                     | 360                        | 100,00                     |
| ↳ Votanti (% su iscritti)          | ↳ Votanti (% su iscritti)          | ↳ Votanti (% su iscritti)          | 108                        | 30,00                      | 140                        | 38,89                      |
| ↳ Voti validi (% su votanti)       | ↳ Voti validi (% su votanti)       | ↳ Voti validi (% su votanti)       | 85                         | 78,70                      | 135                        | 96,43                      |
| ↳ Schede non valide (% su votanti) | ↳ Schede non valide (% su votanti) | ↳ Schede non valide (% su votanti) | 23                         | 21,30                      | 5                          | 3,57                       |
| ↳ Astenuti (% su iscritti)         | ↳ Astenuti (% su iscritti)         | ↳ Astenuti (% su iscritti)         | 252                        | 70,00                      | 220                        | 61,11                      |

"L'ufficio della sezione principale, pur proclamando l'ingegner Conti a deputato del collegio, denunziava come irregolare l'elezione avvenuta per l'uso fatto di liste elettorali irregolari e non ancora approvate. - L'elezione non fu riferita alla Camera".